# Stamceltransplantatie
Een stamceltransplantatie, eerder beenmergtransplantatie, is een procedure in de geneeskunde die wordt toegepast als behandeling bij bloedkanker, zoals bij leukemie, multipel myeloom, plasmaceldyscrasie, bij lymfeklierkanker en enkele andere bloedziekten, zoals thalassemie, immuundeficiënties en aplastische anemie en die in de toekomst misschien ook bij andere ziekten kan worden gebruikt. Sinds 2022 wordt de autologe stamceltransplantatie in Nederland ook vergoed bij specifieke vormen van multiple sclerosis. 
De patiënt krijgt een hoge dosis chemotherapie, eventueel gevolgd door radiotherapie, met het doel zieke cellen in het lichaam of het beenmerg te vernietigen en de patiënt te genezen, of om het beenmerg te doden of verzwakken om ruimte te maken in de beenmergholte te maken voor stamcellen afkomstig van een donor. Respectievelijk noemt men deze vormen van stamceltransplantatie autoloog of allogeen.
De benodigde stamcellen werden voor 2004-2006 vooral uit het beenmerg gehaald, daarom sprak men van een beenmergtransplantatie. Het direct verzamelen van stamcellen uit het beenmerg gebeurt sinds 2008 alleen nog bij uitzondering. Stamcellen worden tegenwoordig vrijwel altijd rechtstreeks uit het bloed gehaald, men spreekt daarom doorgaans van een stamceltransplantatie.

## Vormen
AutoloogBij een autologe stamceltransplantatie worden stamcellen verzameld bij de patiënt zelf en vervolgens teruggegeven. De patiënt is zowel donor als ontvanger. Het voorvoegsel auto- betekent zelf in het Oudgrieks. Ook wordt het woord autogeen gebruikt.
AllogeenBij een allogene stamceltransplantatie worden stamcellen verzameld bij een verwante of niet-verwante donor en vervolgens aan de patiënt gegeven. Het voorvoegsel allo- betekent anders in het Oudgrieks. Omdat de stamcellen van een ander individu komen is deze behandeling zwaarder en meer riskant.

## Websites
- Hematon. Stamceltransplantatie. patiëntenorganisatie bloedkanker, lymfklierkanker en stamceltransplantatie
- Stichting tegen Kanker. Stamceltransplantaties.  voor België
- kanker.nl. Wat is een stamceltransplantatie bij kanker?, oktober 2017. voor Nederland